# Christoffer Strandberg
Christoffer John Gustav Strandberg, född 31 augusti 1989 och uppväxt i Sjundeå, är en finlandssvensk komiker, skådespelare och programledare. Han har en magister i scenkonst från Teaterhögskolan.

## Biografi
Strandberg har tidigare lett Yle X3Ms morgonprogram och har skrivit och framfört flera föreställningar med starka satiriska och imitatoriska inslag. Hösten 2015 efterträdde han Ted Forsström i rollen som programledare för Yle X3Ms morgonprogram Succémorgon tillsammans med Janne Grönroos och Fredrika Lindholm. När Succémorgon gjordes om i december 2016 övergick Strandberg till att skapa innehåll för kanalens sociala medier.
Strandberg har satt upp flera föreställningar för teater Viirus i Helsingfors. Hösten 2012 hade enmansshowen Skamlöst premiär. Skamlöst följdes hösten 2013 upp av Stjärnfall. Inför riksdagsvalet våren 2015 sattes föreställningen Valet och kvalet upp. 2017 spelade han i Lilla Teaterns revy Det ordnar sig, Sapiens. Strandberg medverkade också i musikalen Kinky boots om hade premiär hösten 2018 på Helsingfors stadsteater.
Hösten 2018 deltog Strandberg i den tionde säsongen av det finska underhållningsprogrammet Putous på MTV3 och slutade på tredje plats. Han deltog också våren 2019 och tog sig även då till final. Han deltar i Putous också våren 2020. Hösten 2019 vann han den tolfte säsongen av Dansar med stjärnor tillsammans med danspartnern Jutta Helenius.
Christoffer Strandberg gör Mumintrollets svenska röst i den animerade tv-serien Mumindalen från 2019. Han medverkade även som röstskådespelare i filmen Muminfamiljen på Rivieran, då som karaktären Clark Trescos svenska och finska röst. Han har också fungerat som programledare i Tävlingen för ny musik.
Strandberg har varit sommarpratare i Radio Vega 2014 och 2020. År 2016 fick han Svensk Ungdoms Svenska natten-medalj för sina insatser som ung person för det svenska i Finland.